# In opressores
In opressores este o poezie scrisă de George Coșbuc, nepublicată în volum, apărută în 1906.

## Legături externe
- Poezia In opressores la wikisursă